# Periyakodiveri
Periyakodiveri là một thị xã panchayat của quận Erode thuộc bang Tamil Nadu, Ấn Độ.

## Nhân khẩu
Theo điều tra dân số năm 2001 của Ấn Độ, Periyakodiveri có dân số 11.444 người. Phái nam chiếm 51% tổng số dân và phái nữ chiếm 49%. Periyakodiveri có tỷ lệ 59% biết đọc biết viết, thấp hơn tỷ lệ trung bình toàn quốc là 59,5%: tỷ lệ cho phái nam là 67%, và tỷ lệ cho phái nữ là 50%. Tại Periyakodiveri, 9% dân số nhỏ hơn 6 tuổi.